# Garibaldi-Vulkangürtel
Der Garibaldi-Vulkangürtel (engl. Garibaldi Volcanic Belt) ist eine von Nordwest nach Südost verlaufende Kette von Vulkanen im Südwesten der kanadischen Provinz British Columbia. Er liegt in den Pacific Ranges der Coast Mountains und erstreckt sich von Watts Point im Süden bis zum Ha-Iltzuk Icefield im Norden. Der Vulkangürtel bildet den nördlichsten Abschnitt der Kaskaden-Vulkane, zu dem auch der Mount St. Helens und der Mount Baker gehören. Die meisten Vulkane des Gürtels sind schlafende Schichtvulkane und Subglaziale Vulkane, die von Gletschereis erodiert wurden. Weniger häufige Vulkanformen sind Lavadome, Schlackenkegel, Vulkanpfropfen und Calderas. Diese unterschiedlichen Formationen wurden durch unterschiedliche Typen vulkanischer Aktivität wie Plinianische und Peléanische Eruptionen geschaffen.
Die Ausbrüche entlang des Gürtels haben mindestens 3 Hauptzonen geschaffen. Die ersten begannen im Powder Mountain Icefield vor 4 Mio. Jahren. Die Anfänge des Mount Cayley sind in diese Zeit zu datieren. Multiple Eruptionen von vor 2,2 Mio. bis vor 2.350 Jahren schufen das Mount-Meager-Massiv, und Eruptionen von vor 1,3 Mio. bis vor 9.300 Jahren formten den Mount Garibaldi und andere Vulkane im Gebiet des Garibaldi Lake. Diese Hauptzonen befinden sich in drei gestaffelten Abschnitten und werden als Nord-, Zentral- und Süd-Abschnitt bezeichnet. Jeder Abschnitt enthält eine der Hauptzonen. Abgesehen von diesen großen vulkanischen Zonen liegen zwei große, spärlich untersuchte Vulkankomplexe am Nordende der Pacific Ranges, namentlich die Silverthrone Caldera und der Franklin-Gletscher-Vulkan. Sie werden als Teil des Garibaldi-Vulkangürtels angesehehen, aber ihre tektonischen Beziehungen zu den anderen Vulkanen des Garibaldi-Gürtels sind aufgrund der nicht ausreichenden Untersuchungen unklar.

## Geologie

### Vorgeschichte
Vor der Herausbildung des Garibaldi-Gürtels wurden eine Reihe älterer, aber verbundener Vulkangürtel entlang der Südküste von British Columbia geschaffen. Dazu gehört der von Ost nach West verlaufende Alert-Bay-Vulkangürtel im Norden von Vancouver Island und der Pemberton-Vulkangürtel entlang der Küste des Festlands. Der Pemberton-Gürtel wurde geformt, als die frühere Farallon-Platte vor 29 Mio. Jahren während des Oligozäns unter die British Columbia Coast subduziert wurde. Zu dieser Zeit begann gerade die Subduktion des nördlich-zentralen Abschnitts der Farallon-Platte unter den heutigen US-Bundesstaat Kalifornien und spaltete sich in einen nördlichen und einen südlichen Abschnitt. Zwischen vor 18 und vor fünf Millionen Jahren während des Miozäns zerbrach ein nördliches Überbleibsel der Farallon-Platte in zwei neue tektonische Platten, die Gorda- und die Juan-de-Fuca-Platte. Nach diesem Bruch könnte die Subduktion der Juan-de-Fuca-Platte mit dem Nordende von Vancouver Island vor acht Millionen Jahren während des Miozäns zusammengefallen sein. Zu dieser Zeit wurde der Alert-Bay-Gürtel aktiv. Ein kurzes Intervall des Stillstands in der Plattenbewegung vor etwa 3,5 Millionen Jahren könnte die Bildung basaltischen Magmas am abtauchenden Plattenrand angestoßen haben. Diese eruptive Periode ging der Herausbildung des Garibaldi-Gürtels voraus. Für jüngeren Vulkanismus im Alert-Bay-Gürtel wurden keine Hinweise gefunden, was darauf hindeutet, dass die vulkanische Aktivität im Alert-Bay-Gürtel erloschen ist.
Das anstehende Gestein unter der Garibaldi-Kette besteht aus granitischen und dioritischen Felsen des Coast Range Arc, welche einen Großteil der Coast Mountains ausmachen. Dieser ist ein großer Batholith-Komplex, der gebildet wurde, als die Farallon- und die Kula-Platte an der Westkante der Nordamerikanischen Platte im Jura und Tertiär subduziert wurden. Er liegt auf den Überbleibseln des Inselbogens, auf ozeanischen Plateaus und dicht gedrängten Kontinentalrändern, welche zwischen dem Trias und der Kreidezeit am Westrand von Nordamerika angefügt wurden.

### Herausbildung

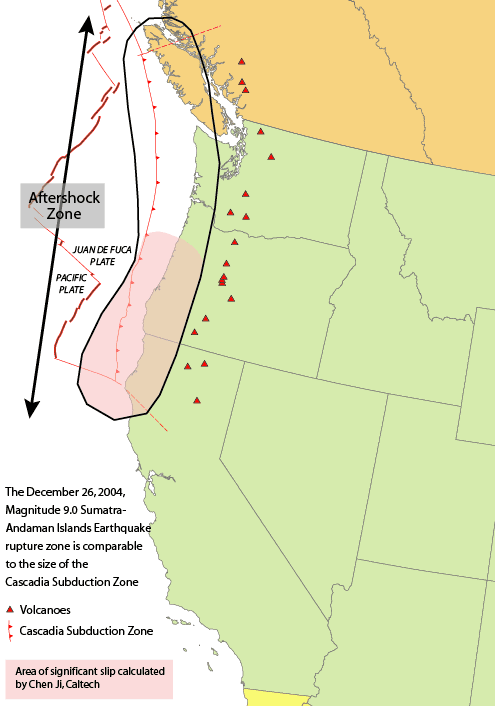
Gebiet der Cascadia-Subduktionszone einschließlich des Kaskaden-Vulkanbogens (rote Dreiecke); der Garibaldi-Vulkangürtel ist mit den drei nördlichsten roten Dreiecken dargestellt.

Der Garibaldi-Gürtel bildete sich in Reaktion auf die fortlaufende Subduktion der Juan-de-Fuca-Platte unter die Nordamerikanische Platte entlang der Küste von British Columbia heraus. Es handelt sich dabei um eine 1094 km lange Verwerfungszone, die 80 km von der Küste des Pazifischen Nordwestens entfernt von Nordkalifornien bis zum Südwesten von British Columbia verläuft. Die Platten bewegen sich mit einer Rate von mehr als 10 mm pro Jahr in einem einigermaßen schrägen Winkel zur Subduktionszone. Aufgrund des sehr großen Gebiets der Verwerfung kann die Cascadia-Subduktionszone sehr starke Erdbeben mit einer Magnitude von 7,0 oder größer hervorbringen. Die Schnittstelle zwischen der Juan-de-Fuca- und der Nordamerikanischen Platte verharrt für Zeiträume von ungefähr 500 Jahren in einer Art Blockade. Während dieser Zeiträume bauen sich an der Schnittstelle der Platten Spannungen auf, und der Rand der Nordamerikanischen Platte hebt sich. Wenn die Platten schließlich aneinander vorbeirutschen, entlädt sich die über 500 Jahre aufgestaute Energie in einem Mega-Erdbeben.
Anders als andere Subduktionszonen weltweit gibt es in der Tiefsee der Cascadia-Zone keine Tiefseerinne am Kontinentalrand. Dies rührt daher, dass die Mündung des Columbia River direkt in die Subduktionszone reicht, Sedimente am Grunde des Pazifik ablagert und so die ozeanische Rinne zuschüttet. Gewaltige Fluten aus dem prähistorischen Lake Missoula lagerten im Jungpleistozän ebenfalls riesige Mengen von Sedimenten in der Rinne ab. Mit anderen Subduktionszonen hat sie jedoch gemeinsam, dass der äußere Rand langsam zusammengedrückt wird, ähnlich wie eine gigantische Feder. Wenn die gespeicherte Energie plötzlich durch eine Rutschung entlang der Verwerfung in unregelmäßigen Abständen freigesetzt wird, kann die Cascadia-Subduktionszone sehr schwere Erdbeben hervorrufen wie dies beim Kaskadien-Erdbeben am 29. Januar 1700 mit einer Magnitude von 9,0 geschah. Erdbeben an der Cascadia-Subduktionszone sind jedenfalls seltener als erwartet, und es gibt Hinweise auf eine nachlassende vulkanische Aktivität über die letzten Jahrmillionen. Eine mögliche Erklärung liegt in der Konvergenzrate zwischen der Juan-de-Fuce- und der Nordamerikanischen Platte. Diese beiden tektonischen Platten konvergieren gegenwärtig mit 3–4 cm pro Jahr. Das ist nur etwa die Hälfte der Rate von vor sieben Millionen Jahren.
Wissenschaftler haben geschätzt, dass es in den vergangenen 6.000 Jahren mindestens 13 schwere Erdbeben gab. Das jüngste, das Kaskadien-Erdbeben von 1700, wurde in die mündlichen Überlieferungen der First Nations von Vancouver Island aufgenommen. Es verursachte beträchtliche Erdstöße und einen schweren Tsunami, der den Pazifik überquerte. Die bedeutenden Erschütterungen, die mit dem Erdbeben verbunden waren, zerstörten Häuser der Cowichan auf Vancouver Island und verursachten mehrere Erdrutsche. Die Erschütterungen aufgrund des Erdbebens machten es den Cowichan unmöglich zu bleiben. Die Erdstöße waren so langwierig, dass sie erkrankten. Der vom Erdbeben ausgelöste Tsunami zerstörte schließlich ein Winterdorf bei Pachena Bay und tötete alle dort lebenden Personen. Das Kaskadien-Erdbeben von 1700 verursachte küstennahe Senkungen sowie überschwemmte Sümpfe und Wälder an der Küste, die später unter Geröll begraben wurden.
Viele Jahrtausende der Ruhe werden zwischen großen explosiven Eruptionen der Vulkane im Garibaldi-Gürtel erwartet. Eine mögliche Erklärung für die niedrigeren Raten des Vulkanismus in der Garibaldi-Kette ist, dass das zugehörige Terrain im Gegensatz zu den südlicheren Teilen des Kaskaden-Bogens zusammengepresst wird. In kontinentalen Grabenbrüchen ist Magma in der Lage, sich seinen Weg an die Erdoberfläche sehr rasch entlang von Verwerfungen zu bahnen und dabei weniger Möglichkeiten für eine Ausdifferenzierung zu bieten. Dies geschah möglicherweise südlich des Mount Hood zur Grenze nach Kalifornien hin und südwestlich des gewaltigen Newberry-Vulkans angrenzend an die Kaskadenkette im zentralen Oregon, weil die Brothers-Verwerfungszone in dieser Region liegt. Dieser Grabenbruch könnte die gewaltigen Mengen basaltischer Lava in diesem Teil des zentralen Kaskaden-Bogens erklären. Eine niedrige Konvergenzrate in einer von Kompression gekennzeichneten Umgebung mit gewaltigen stationären Magmaherden unter der Oberfläche könnte das kleine Volumen und differenzierte Magmen im gesamten Garibaldi-Vulkanbogen erklären. Der kanadische Vulkanologe Bill Mathews schlug 1958 einen Zusammenhang zwischen regionaler Vergletscherung des nordamerikanischen Kontinents während der Kaltzeiten und höheren Raten der vulkanischen Aktivität während des regionalen Abschmelzens der Gletscher auf dem Kontinent vor. Dies ist jedoch schwer vorherzusagen, weil es in der Region nur unregelmäßige geologische Untersuchungen gibt. Es gibt jedoch spezielle Daten einschließlich der zeitlichen Ballung von Eruptionen während oder nach der Vergletscherung im Garibaldi-Gürtel, die nahelegen, dass dies möglich sein könnte.

### Glazialer Vulkanismus

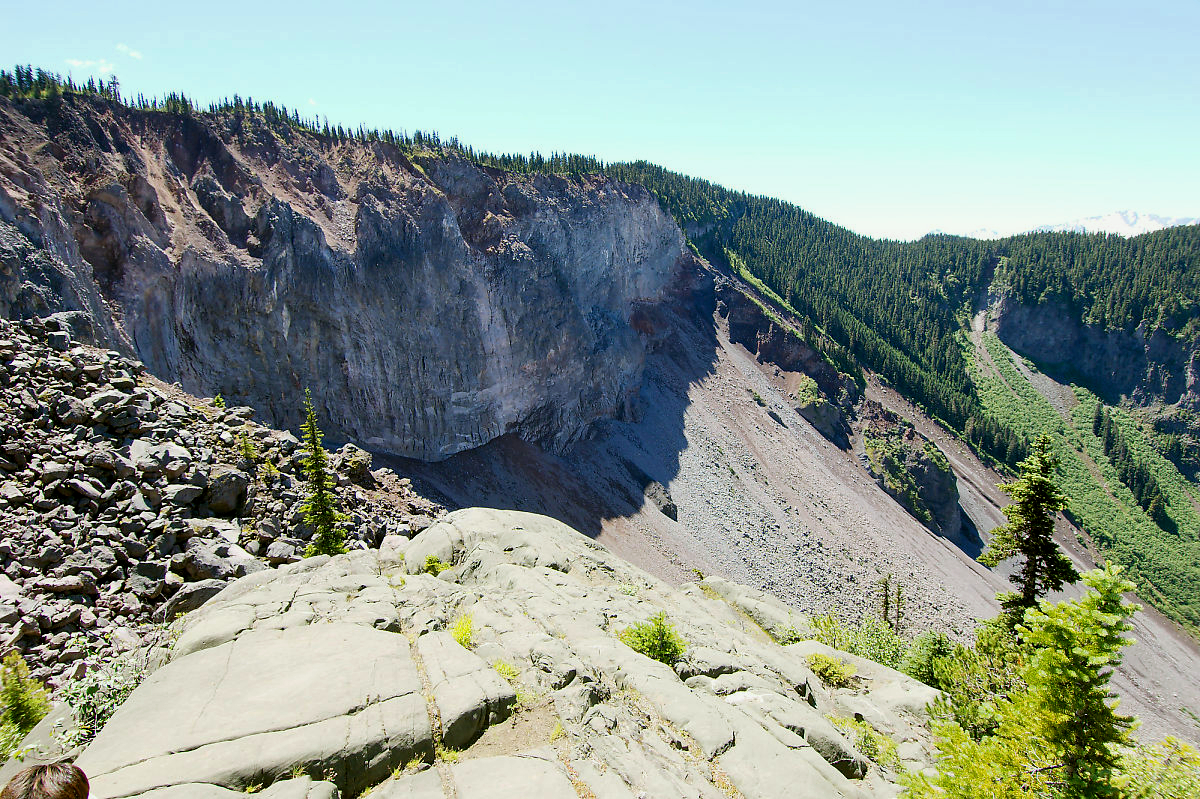
Die Abbruchkante des Lavaflusses The Barrier an einer einstigen Gletschergrenze; die sich bis hinunter zum Fuß erstreckenden Geröllmassen kennzeichnen die Orte einstiger Erdrutsche.

In der Garibaldi-Kette dominieren Vulkane und andere Vulkanformationen, die während einer Periode intensiver Vergletscherung entstanden. Dazu gehören Tafelvulkane, subglaziale Lavadome und Lavaflüsse an Eisgrenzen. Lavafluss-dominierte Tafelvulkane unterscheiden sich von den typischen basaltischen Tafelvulkanen in ganz British Columbia darin, dass sie aus Säulen flachliegender Lavaflüsse zusammengesetzt sind und ihnen Hyaloklastite und Kissenlaven fehlen. Ihre Entstehung wird so gedeutet, dass sie das Ergebnis von in Eis eindringendem Magma sind, welches ein senkrechtes Loch in das angrenzende Eis schmilzt und schließlich die Oberfläche des Gletschers durchbricht. Wenn dieses Magma aufsteigt, staut es sich und verbreitet sich in horizontalen Schichten. Lavadome, die hauptsächlich während subglazialer Aktivität geformt wurden, sind durch steile Flanken aus starken Säulenverbünden und vulkanisches Glas gekennzeichnet. Lavaflüsse an Eisgrenzen werden gebildet, wenn Lava aus einem unterirdischen Schlot austritt und sich an Gletschereis staut. The Barrier, ein Lava-Damm, welcher den Garibaldi Lake in seinem südlichen Abschnitt staut, stellt einen solchen Eisgrenzen-Lavafluss im Garibaldi-Gürtel in eindrucksvoller Weise dar.
Lavafluss-dominierte Tafelvulkane und das Fehlen von subglazial abgelagerten Bruchstücken sind zwei ungewöhnliche Eigenschaften subglazialer Vulkane in der Garibaldi-Kette. Gründe dafür sind ihre andersartige Lavazusammensetzung und der Rückgang des Lava-Wasser-Kontakts während der Eruption. Die Zusammensetzung der Lava dieser Vulkan-Aufbauten ändert ihre Struktur, weil die Temperaturen beim Ausbruch niedriger sind als bei solchen mit basaltischer Aktivität. Lava, die Silizium enthält, erhöht die Dicke der Ablagerungen und die Temperaturen bei der Ausscheidung von Glas. Im Ergebnis schmelzen subglaziale Vulkane, die Silikate enthalten, weniger Gletschereis und enthalten wahrscheinlich Wasser nahe dem Vulkanschlot. Dies bildet Vulkane mit Strukturen, die ihren Zusammenhang mit der regionalen Vergletscherung anzeigt. Die umgebende Landschaft verändert auch den Abfluss des Schmelzwassers, was Lava bevorzugt, die in von Gletschereis dominierten Tälern gestaut wird. Wenn dieses Lavabauwerk erodiert ist, könnte das auch das Hervortreten gletschervulkanischer Ablagerungen verändern.

### Südlicher Abschnitt

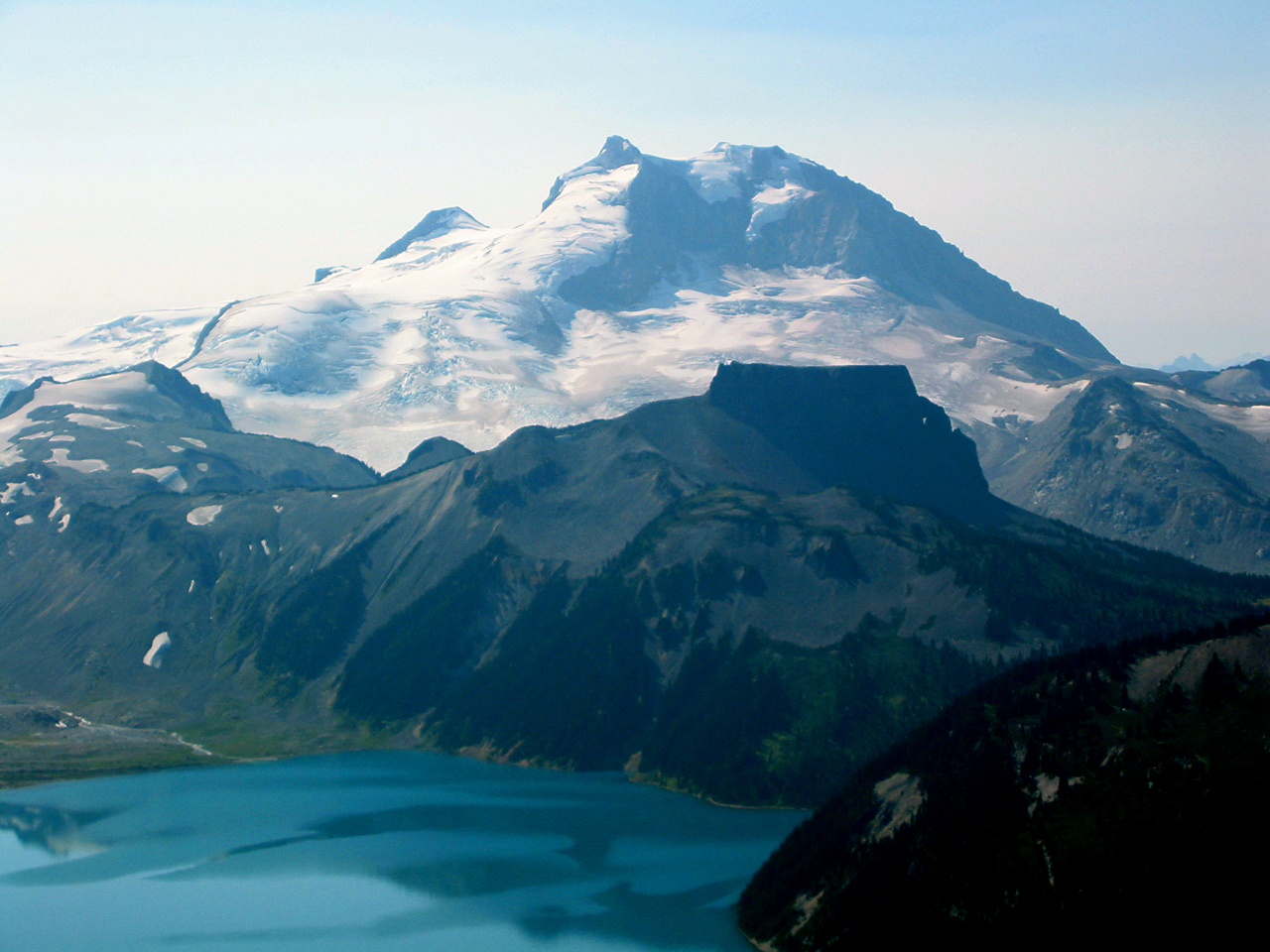
Nordflanke des Mount Garibaldi. Der Berg mit dem Plateau an der Spitze und den steilen Hängen im Vordergrund über dem Garibaldi Lake ist The Table.

An der Ostseite des Howe Sound liegt die südlichste Zone vulkanischer Aktivität in der Garibaldi-Kette. Diese Zone, als Watts Point Volcanic Centre bezeichnet, ist ein kleiner Aufschluss aus Vulkanit, das Teil eines subglazialen Vulkans ist. Der Aufschluss bedeckt ein Gebiet von etwa 0,2 km²; sein ausgestoßenes Volumen beträgt etwa 0,02 km³. Der Ort ist stark bewaldet. Die Hauptlinie der BC Rail passiert den unteren Teil des Aufschlusses etwa 40 m über dem Meeresspiegel. Er repräsentiert ein Objekt im Squamish-Vulkanfeld.
Mount Garibaldi, einer der größeren Vulkane im südlichen Garibaldi-Gürtel mit einem Volumen von 6,5 km³, besteht aus dazitischen Laven, die in den vergangenen 300.000 Jahren ausgestoßen wurden. Er entstand, als vulkanisches Material während des Pleistozäns auf einen Teil des Kordilleren-Eisschildes ausgestoßen wurde. Dadurch wurde die einzigartige asymmetrische Form des Berges geschaffen. Aufeinanderfolgende Erdrutsche an den Flanken des Mount Garibaldi ereigneten sich nach dem Rückzug des Gletschereises des Kordilleren-Eisschildes. Späterer Vulkanismus vor etwa 9.300 Jahren erzeugte einen etwa 15 km langen dazitischen Lavastrom vom Opal Cone an der Südost-Flanke des Mount Garibaldi. Für einen dazitischen Lavastrom war dieser ungewöhnlich lang, weil dieser Lavatyp aufgrund seiner hohen Viskosität normalerweise keine großen Entfernungen von seinem Ursprungsort zurücklegt. Der Lavastrom des Opal Cone repräsentiert das jüngste vulkanische Objekt am Mount Garibaldi.
Am Westufer des Garibaldi Lake erhebt sich der Mount Price, ein Schichtvulkan von 2.050 m Höhe. Er entstand in drei Abschnitten vulkanischer Aktivität. Die erste Phase vor 1,2 Millionen Jahren formte einen Schichtvulkan aus Hornblende und Andesit auf dem geschiebebedeckten Boden eines runden Beckens. Anschließend verlagerte sich der Vulkanismus nach Westen, wo vor etwa 300.000 Jahren eine Reihe von andesitisch-dazitischen Lavaströmen und pyroklastisches Material während einer Periode peléanischer Aktivität ausgestoßen wurden. Dies schuf den 2.050 m hohen Kegel des Mount Price, welcher später unter Gletschereis begraben wurde. Vor der Überformung durch Gletschereis brach sich die vulkanische Aktivität an der Nordflanke des Mount Price in einem Satelliten-Schlot Bahn. Neuerliche Aktivität gab es am Clinker Peak an der Westflanke des Mount Price vor 9.000 Jahren. Das schuf die andesitischen Lavaströme am Rubble Creek und an der Clinker Ridge, die sich 6 km weit nach Nordwesten bzw. Südwesten erstrecken. Diese Lavaströme wurden schließlich von Gletschereis aufgestaut und bildeten einen Eisgrenzen-Lavastrom von mehr als 250 m Dicke, The Barrier.

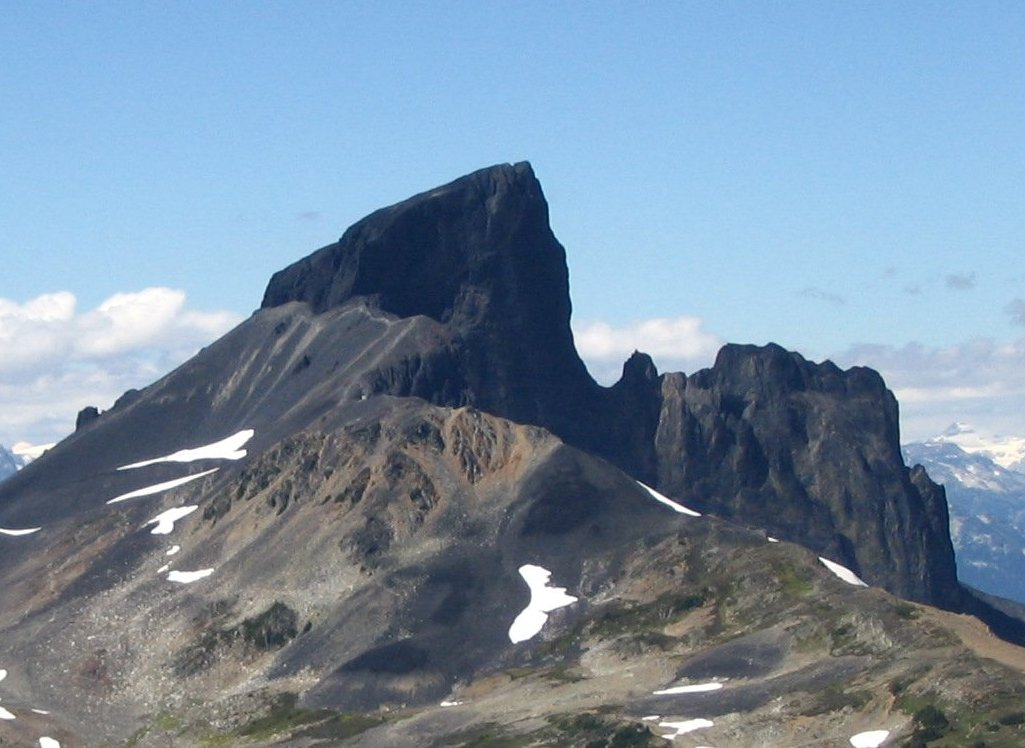
The Black Tusk von Südosten gesehen; seine zerklüftete Gestalt ist das Ergebnis anhaltender Erosion.

Der Cinder Cone am Nordufer des Garibaldi Lake ist ein teilweise vom Helmet Glacier verhüllter Schlackenkegel. Er besteht aus Vulkanasche, Lapilli und verstreuter Stricklava sowie Bruchstücken von Lavabomben, welche die Schartenhöhe des Berges von 500 m mit sich bringt. Sein geringer Ersosionsgrad zeigt an, dass er in den vergangenen 1.000 Jahren ausgebrochen sein könnte. Eine Serie basaltisch-andesitischer Lavaflüsse wurde vom Cinder Cone vor etwa 11.000 Jahren ausgestoßen und floss in ein tiefes, nordwärts gerichtetes U-förmiges Tal an der Ostflanke von The Black Tusk. Darauf folgender Vulkanismus produzierte vor 4.000 Jahren im selben Gletschertal eine weitere Sequenz basaltischer Lavaflüsse.
The Black Tusk, eine schwarze Nadel vulkanischen Gesteins am Nordwestufer des Garibaldi Lake, ist das von Gletschern erodierte Überbleibsel eines viel größeren Vulkans, der während zweier Perioden vulkanischer Aktivität geformt wurde. Die erste dieser Perioden dauerte von vor 1,3 bis vor 1,1 Millionen Jahren und stieß Lavaflüsse aus Hornblende und Andesit sowie Tuffe aus. Diese vulkanischen Aktivitäten schufen Berggrate südwestlich, südöstlich und nordwestlich der primären vulkanischen Struktur. Anschließende Erosion zerstörte den neu geformten Vulkan. Schließlich wurden die Wurzeln des Kegels freigelegt, welchen heutzutage die zerklüftete Gestalt von The Black Tusk bilden. Nachdem der Kegel erodiert war, wurde zwischen vor 0,21 und 0,17 Millionen Jahren eine Serie von hyperstenisch-andesitischen Lavaflüssen ausgestoßen. Diese enden an benachbarten Eisgrenzen-Lavaflüssen, welche 100 m hohe Klippen bildeten. Diese eruptive Phase produzierte auch einen Lavadom, der die heute 2.316 m hohe Nadel bildet. Infolgedessen schürfte das regionale jungpleistozäne Eisfeld ein tiefes nordwärts gerichtetes U-förmiges Tal in die Ostflanke des Kegels der zweiten Phase. Hier füllten anschließend die Lavaflüsse vom Cinder Cone das Tal.

### Zentraler Abschnitt

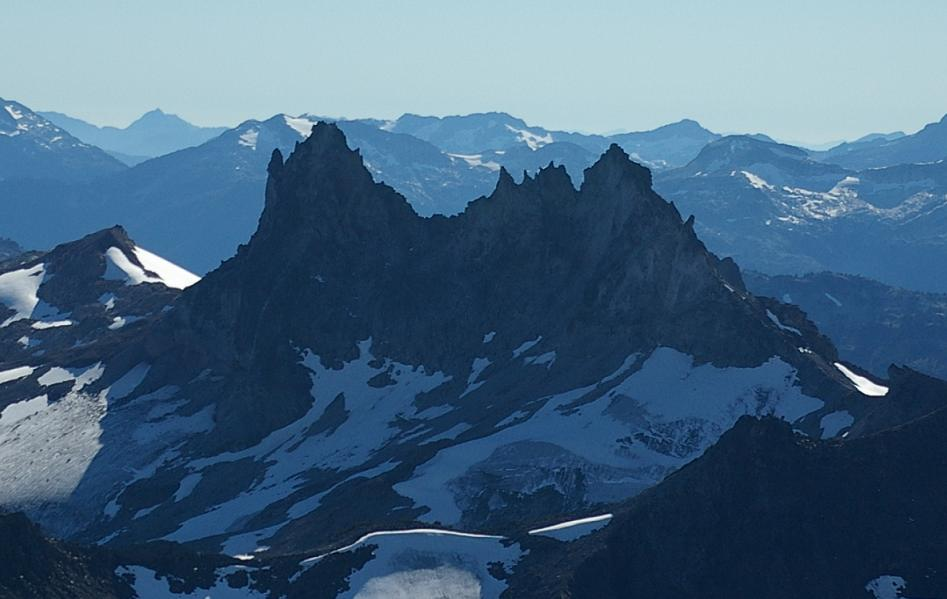
Mount Fee und sein zerklüfteter Grat

Unmittelbar südöstlich des Mount Cayley liegt der Mount Fee, ein stark erodierter Vulkan mit einem von Nord nach Süd verlaufenden Grat. Er ist eines der älteren Objekte in der zentralen Garibaldi-Kette. Das Alter der Vulkane ist nicht bestimmt, aber der hohe Grad der Zerschneidung und Hinweise auf Überformungen durch Gletschereis zeigen an, dass der Vulkan vor mehr als 75.000 Jahren vor der Wisconsinan-Vereisung entstand. Deshalb zeigt der Vulkanismus am Mount Fee keine Hinweise auf Interaktionen mit Gletschereis. Die Überbleibsel der frühesten vulkanischen Aktivität am Mount Fee ist ein kleiner Anteil von Pyroklasten. Dies ist ein Hinweis auf explosiven Vulkanismus in der eruptiven Vergangenheit des Mt. Fee wie auch auf seinen ersten Ausbruch. Der zweite Ausbruch produzierte eine Folge von Laven und Brekzien an der Ostflanke des Hauptgrates. Diese vulkanischen Objekte wurden wohl abgelagert, als eine Sequenz von Lavaströmen und -bruchstücken aus einem Vulkanschlot ausgestoßen wurden und bei der Schaffung eines großen Vulkans die Flanken herabströmten. Ausgedehnter Zergliederung folgend, produzierte neuerlicher Vulkanismus eine Serie viskoser Lavaströme, welche die schmale, abgeflachte, steile Nordgrenze und das Nordende des Hauptgrates schufen. Die Röhre, aus der diese Lavaflüsse stammten, war wahrscheinlich vertikal strukturiert und durch ältere vulkanische Strukturen getrieben worden, die von früheren Ausbrüchen stammten. Auch diesem Ausbruch folgte eine Periode der Erosion, außerdem womöglich eine oder mehrere Perioden der Vergletscherung. Die ausgedehnte Erosion im Gefolge des letzten Ausbruches am Mount Fee schuf den zerklüfteten von Nord nach Süd gerichteten Grat, der heute eine prominente Landmarke darstellt.
Ember Ridge, ein vulkanischer Berggrat zwischen Tricouni Peak und Mount Fee, besteht aus mindestens acht Lavadomen aus Andesit. Sie wurden wahrscheinlich zwischen vor 25.000 und vor 10.000 Jahren geformt, als Lava in der Nähe des Gletschereises der Fraser-Vereisung ausgestoßen wurde. Die gegenwärtigen Strukturen sind mit den ursprünglichen Formen vergleichbar, da die Erosion bisher minimale Veränderungen hervorrief. Im Ergebnis zeigen die Dome die Umrisse und Säulenverbünde, die für subglaziale Vulkane typisch sind. Die zufälligen Umrisse der Dome an der Ember Ridge sind das Ergebnis ausgestoßener Lava, die frühere Eistaschen ausnutzte, von Eruptionen auf unebenen Oberflächen, der Absenkung der Dome während geröllschaffender vulkanischer Aktivität und der Abtrennung älterer säulenartiger Einheiten während jüngerer Eruptionen. Der nördliche Dom, Ember Ridge North benannt, bedeckt den Gipfel und die Ostflanke eines Berggrates. Er umfasst mindestens einen Lavastrom, der eine Dicke von 100 m erreicht, wie auch die schmalsten Säulenverbünde im Mount-Cayley-Vulkanfeld. Die geringe Größe der Säulenverbünde zeigt an, dass die ausgestoßene Lava sofort abgekühlt wurde; sie sind vorwiegend an der Spitze des Doms zu finden. Ember Ridge Northeast, der kleinste subglaziale Dom der Ember Ridge, umfasst einen Lavastrom von mehr als 40 m Dicke. Ember Ridge Northwest, der am ehesten runde subglaziale Dom, umfasst mindestens einen Lavafluss. Ember Ridge Southeast ist der komplexeste Dom in der Ember Ridge und besteht aus einer Serie von Lavaflüssen mit einer Dicke von 60 m. Es ist außerdem der einzige Dom an der Ember Ridge, der aus großen Mengen Geröll besteht. Ember Ridge Southwest besteht aus mindestens einem Lavafluss und erreicht eine Stärke von 80 m. Er ist der einzige subglaziale Dom der Ember Ridge, der Hyaloclastit enthält. Ember Ridge West umfasst nur einen Lavafluss, der eine Dicke von 60 m erreicht.

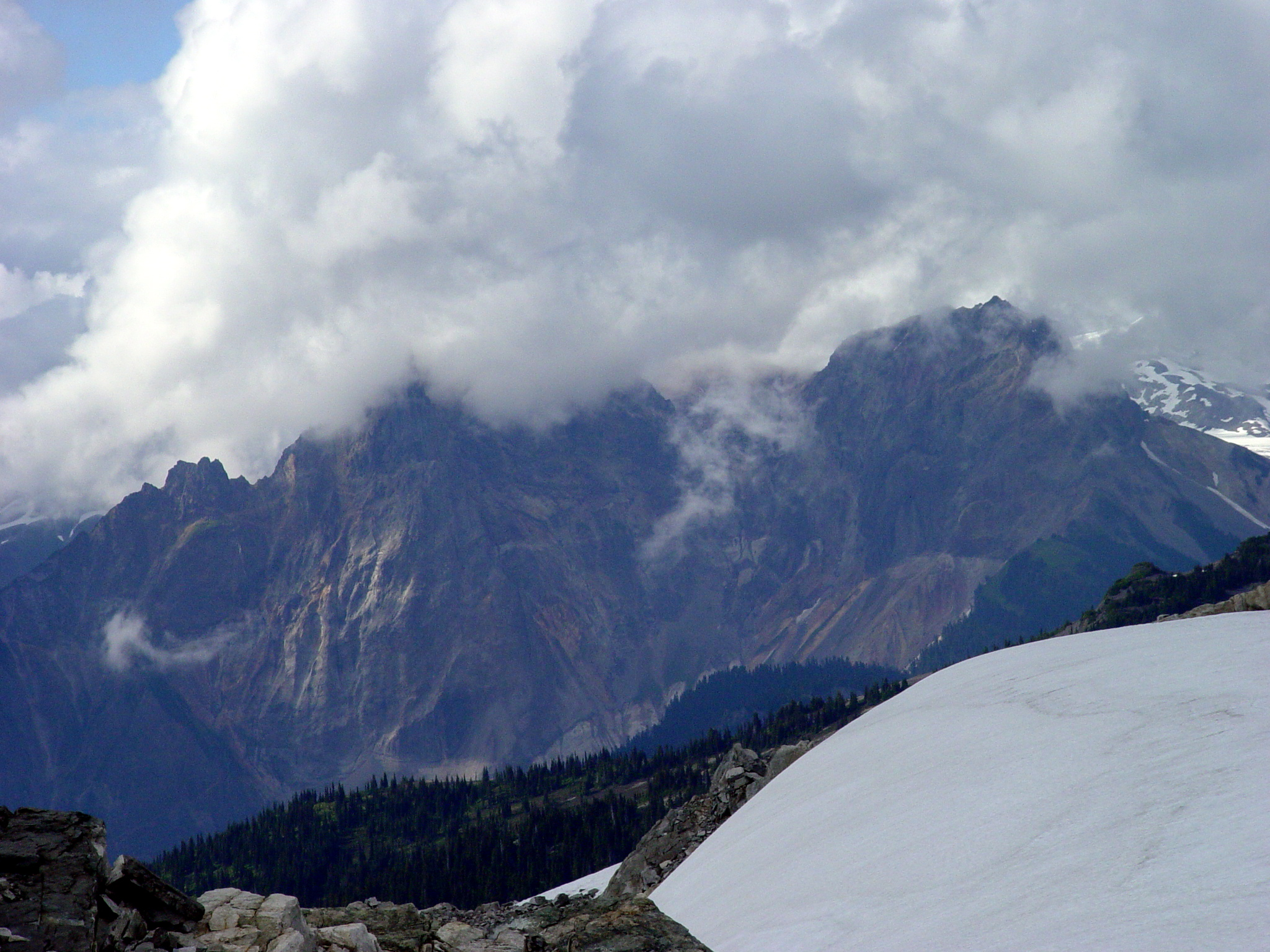
Südseite des Pyroclastic Peak, des zweithöchsten Gipfels des Mount-Cayley-Massivs

Nach Nordwesten bildet der Mount Cayley den beständigsten Vulkan im zentralen Garibaldi-Gürtel. Es handelt sich um einen stark erodierten Schichtvulkan, der aus Dazit- und Rhyodazit-Lava zusammengesetzt ist, die in drei Phasen vulkanischer Aktivität abgelagert wurde. Die erste eruptive Phase begann vor etwa vier Millionen Jahren mit dem Ausstoß von Dazit-Lavaflüssen und pyroklastischem Gestein. Diese Phase endete mit der Schaffung des Mount Cayley selbst. Anschließender Vulkanismus während dieser Phase schuf einen großen Lavadom. Dieser wirkt wie ein Vulkanstopfen und schuf Lava-Sporne, die gegenwärtig Zinnen am zerklüfteten Gipfel des Mount Cayley bilden. Nach der Schaffung des Mount Cayley wurden Lavaströme, Tephra und zusammengeschweißtes Geröll ausgestoßen. Diese zweite Aktivitätsphase vor etwa 2,7 ± 0.7 Millionen Jahren endete mit der Schaffung von Vulcan's Thumb, einem zerklüfteten vulkanischen Grat an der Südflanke des Mount Cayley. Langgestreckte Klüfte aus einer ausgedehnten Periode der Erosion zerstörten einen Großteil des ursprünglichen Schichtvulkans. Die vulkanische Aktivität nach dieser ausgedehnten Erosionsperiode produzierte vor 300.000 Jahren mächtige dazitische Lavaströme aus Flankenvulkanen, die sich bis in die Täler von Turbid Creek und Shovelnose Creek in der Nähe des Squamish River erstreckten. Dies schuf schließlich vor 200.000 Jahren zwei kleinere Flankenvulkane. Diese drei Ausbrüche zeigen im Gegensatz zu mehreren anderen rund um den Mount Cayley keine Zeichen von Interaktionen mit Gletschereis.
Pali Dome, ein erodierter Vulkan nördlich des Mount Cayley, besteht aus zwei stratigraphischen Einheiten. Der Pali Dome East ist aus einer Masse andesitischer Lavaflüsse und kleinerer Mengen pyroklastischen Materials zusammengesetzt. Er liegt im östlichen Teil eines großen Gletscherfeldes, das einen Großteil des Mount-Cayley-Vulkanfeldes bedeckt. Viele der Lavaströme bilden eine sanfte Topographie in den Hochlagen, enden aber in fein verbundenen vertikalen Klippen in niedrigeren Lagen. Die erste vulkanische Aktivität ereignete sich wahrscheinlich vor etwa 25.000 Jahren, könnte aber auch bedeutend älter sein. Die jüngste vulkanische Aktivität produzierte eine Serie von Lavaflüssen, die ausgestoßen wurden, während das Gebiet nicht von Gletschereis bedeckt war. Die Flüsse zeigen jedoch in ihren tiefer gelegenen Einheiten Hinweise auf Interaktionen mit Gletschereis. Das zeigt an, dass die Laven vor etwa 10.000 Jahren während des Abflauens der Fraser-Vereisung ausgestoßen wurden. Die Lavaflüsse an den Eisgrenzen erreichen Stärken von bis zu 100 m. Der Pali Dome West besteht aus mindestens drei andesitischen Lavaflüssen und kleinen Mengen pyroklastischen Materials; sein Schlot ist aktuell unter Gletschereis verborgen. Am Pali Dome West fanden mindestens drei Eruptionen statt. Das Alter der ersten Eruption ist unbekannt, könnte aber bis zu 10.000 Jahre betragen. Die zweite Eruption produzierte einen Lavafluss, der während einer eisfreien Phase ausgestoßen wurde. Der Lavafluss zeigt an seinen tiefer gelegenen Bereichen Hinweise auf Interaktionen mit Gletschereis. Dies zeigt an, dass die Laven während der abflauenden Stadien der Fraser-Vereisung ausgestoßen wurden. Die dritte und jüngste Eruption produzierte einen weiteren Lavafluss, der großenteils über Gletschereis ausgestoßen wurde, an seinem Nordende aber durch einen kleinen Gletscher begrenzt wurde. Im Gegensatz zu dem Lavafluss der zweiten Eruption war dieser dritte in seinen tieferen Lagen nicht von Gletschereis eingeschlossen. Dies legt nahe, dass er vor weniger als 10.000 Jahren ausgestoßen wurde, als sich die regionalen Gletscher der Fraser-Vereisung zurückgezogen hatten.
Der Cauldron Dome, ein subglazialer Vulkan nördlich des Mount Cayley, liegt westlich des mächtigen Gletschers, der einen Großteil der Region bedeckt. Wie der Pali Dome ist er aus zwei stratigraphischen Einheiten zusammengesetzt. Der Obere Cauldron Dome ist ein abgeflachter, ovaler Pfeiler aus mindestens fünf andesitischen Lavaflüssen, die einem Tafelvulkan ähneln. Die fünf andesitischen Lavaflüsse bilden Klüfte und wurden wahrscheinlich durch Gletschereis gepresst. Die letzte vulkanische Aktivität könnte sich zwischen vor 10.000 und 25.000 Jahren ereignet haben, als dieses Gebiet noch durch die Fraser-Vereisung beeinflusst war. Der Untere Cauldron Dome, die jüngste Einheit, die den gesamten subglazialen Vulkan des Cauldron Dome umfasst, besteht aus einem abgeplatteten, steilwandigen Pfeiler andesitischer Lavaflüsse mit einer Länge von 1.800 m und einer maximalen Stärke von 220 m. Diese Vulkanelemente wurden vor etwa 10.000 Jahren während des Abflauens der Fraser-Vereisung von einem dem Cauldron Dome benachbarten Schlot ausgestoßen, der gegenwärtig von Gletschereis bedeckt ist.

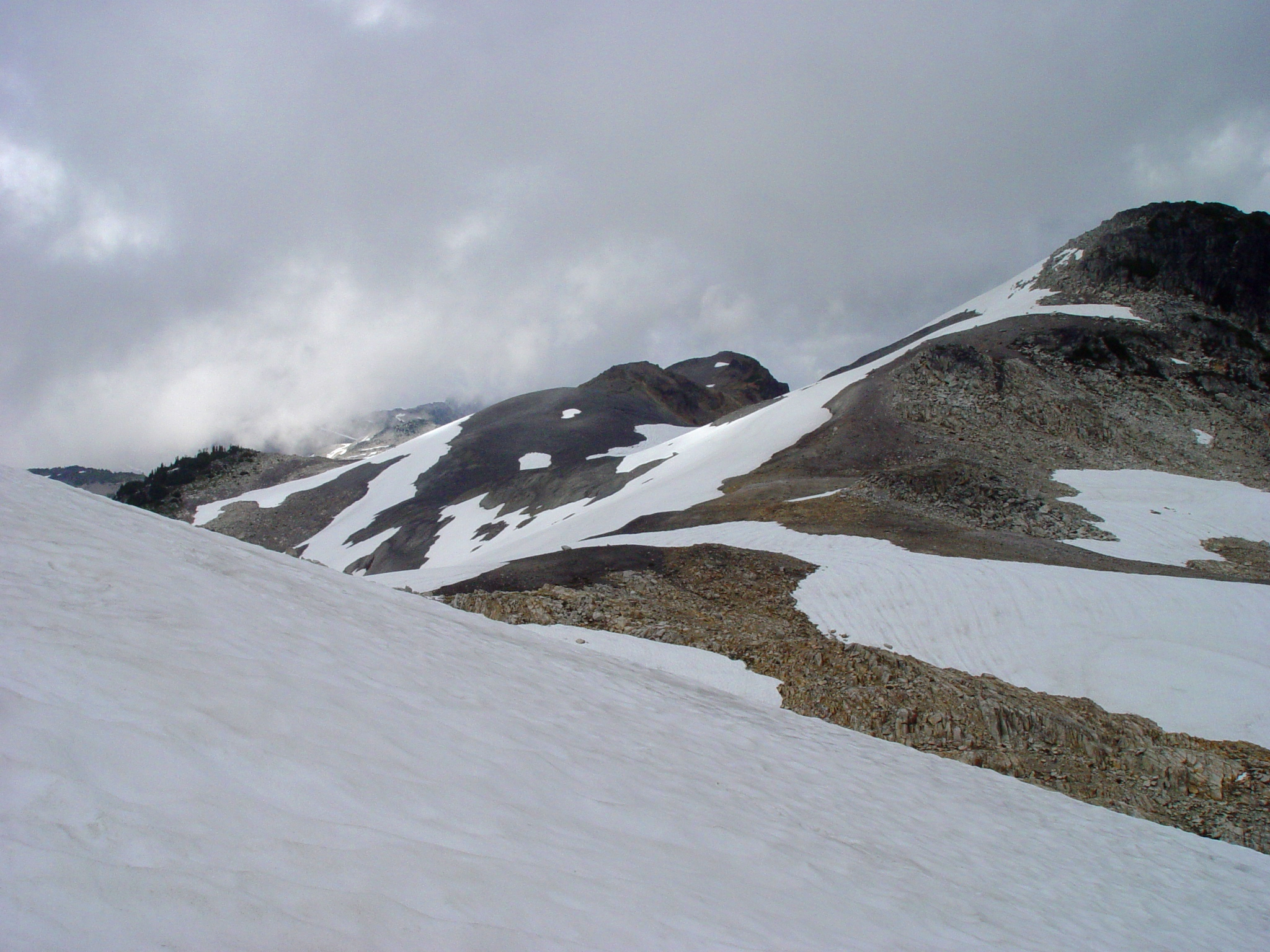
Vulkanisches Geröll im Gebiet des Mount Cayley; seine gratartige Struktur bietet einen leichten Zugang nach Norden zum Mount Fee hin.

Im nördlichen Bereich des Mount-Cayley-Vulkanfeldes liegt ein subglazialer Vulkan namens Slag Hill. Dieses Objekt ist aus mindestens zwei stratigraphischen Einheiten zusammengesetzt. Der Slag Hill besteht eigentlich aus andesitischen Lavaflüssen und kleineren Mengen pyroklastischen Gesteins. An der Westseite des Slag Hill liegt ein Lavafluss, der wahrscheinlich vor weniger als 10.000 Jahren ausgestoßen wurde, da Hinweise auf Vulkan-Eis-Interaktionen völlig fehlen. Der flußdominierte Tafelvulkan 900 m nordöstlich des Slag Hill besteht eigentlich aus einem abgeflachten, steilwandigen Pfeiler aus Andesit. Er springt aus Überresten vulkanischen Materials hervor, das eigentlich aus dem Slag Hill ausgestoßen wurde, aber aufgrund seines Aussehens einen separaten Vulkanschlot darstellt. Dieser kleine subglaziale Vulkan wurde möglicherweise zwischen 25.000 und 10.000 Jahren vor heute gebildet, während der gesamten abflauenden Phase der Fraser-Vereisung.
Der Ring Mountain, ein flussdominierter Tafelvulkan liegt im nördlichen Teil des Mount-Cayley-Vulkanfeldes und besteht aus einer Säule aus mindestens fünf andesitischen Lavaflüssen, die auf einem Berggrat liegen. Seine steilen Flanken erreichen Höhen von 500 m und sind aus vulkanischem Geröll zusammengesetzt. Das macht es unmöglich, die exakte Höhe seiner Basis oder die Anzahl der ihn zusammensetzenden Lavaflüsse zu ermitteln. Mit einer Gipfelhöhe von 2.192 m war der Ring Mountain zuletzt zwischen vor 25.000 und 10.000 Jahren aktiv, als die Fraser-Vereisung nahe an ihrem Maximum war. Nordwestlich des Ring Mountain liegt ein kleinerer andesitischer Lavafluss. Seine chemische Zusammensetzung ist etwas ungewöhnlich im Hinblick auf die anderen den Ring Mountain bildenden andesitischen Lavaflüsse, er wurde jedoch möglicherweise von einem benachbarten Vulkanschlot ausgestoßen. Der höher gelegene Teil enthält einige Objekte, die eine Lava-Eis-Interaktion anzeigen, während die tiefer gelegenen Bereiche dies nicht tun. Aus diesem Grund wird angenommen, dass der kleinere Lavafluss nach der Bildung des Ring Mountain ausgestoßen wurde, als Gletscheis eine größere Fläche bedeckte als heute, und dass der Lavafluss sich bis in Bereiche jenseits der Region erstreckt, in welchen in jener Zeit Gletschereis vorhanden war.

### Nördlicher Abschnitt

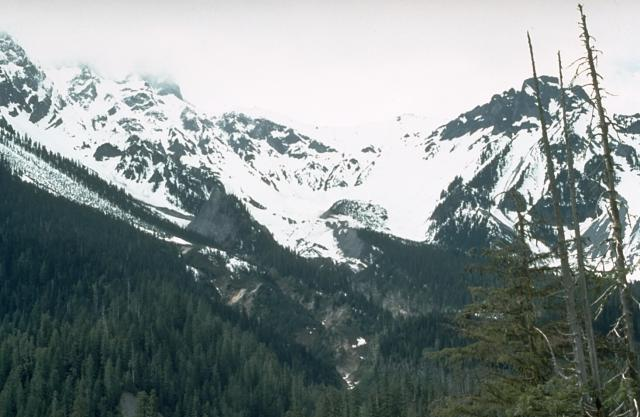
Nordflanke des Mount-Meager-Massivs; der Vulkanschlot, der die letzte Eruption vor 2.350 Jahren produzierte, ist die schalenförmige Senke in der Mitte des Bildes.

Das Mount-Meager-Massiv ist der vom Volumen her größte komplexe Vulkan in der Garibaldi-Kette und in British Columbia, außerdem der mit der jüngsten Eruption. Er hat ein Volumen von 20 km³ und besteht aus einem erodierten Schichtvulkan, dessen Gesteine sich aus Andesit und Rhyodazit zusammensetzen. Der Komplex setzt sich aus mehreren getrennten Lavadomen zusammen. Am vergletscherten Gipfel finden sich verschiedene Vulkanstopfen, außerdem ein klar abgrenzbarer Krater mit einem Lavadom in seinem Inneren. Mindestens acht Vulkanschlote sind enthalten, welche die Quellen der vulkanischen Aktivität des Massivs in seiner 2,2 Millionen Jahre währenden Geschichte darstellen. Am Mount-Meager-Massiv ist die Geschichte des Vulkanismus gut dokumentiert. Dazu gehört auch der jüngste Ausbruch vor etwa 2.350 Jahren, welcher dem Ausbruch des Mount St. Helens 1980 und der andauernden Eruption des Soufrière Hills auf der Insel Montserrat sehr ähnlich war. Dies ist die größte aufgezeichnete explosive Eruption des Holozän in Kanada; sie hatte ihren Ursprung in einem Vulkanschlot an der Nordostflanke des Plinth Peak. Seiner Natur nach plinianisch, sandte die Eruption eine mindestens 20 km hohe Aschesäule bis in die Stratosphäre. Da die vorherrschenden Winde die Asche ostwärts trieb, sind die Ablagerungen in ganz British Columbia und Alberta nachweisbar. Anschließend stürzten Glutlawinen die Flanken des Plinth Peak in einer Länge von 7 km herab, welche später vom Ausstoß eines Lavaflusses abgelöst wurden, der mehrfach abriss. Dadurch wurde eine dicke Schicht zusammengeklebten Gerölls geschaffen, die den nahegelegenen Lillooet River staute und so einen See schuf. Der Brekzia-Damm stürzte anschließend zusammen und produzierte eine katastrophale Flutwelle, die hausgroße Felsen mehr als einen Kilometer weit mit sich riss. Nach der Flut wurde ein kleiner dazitischer Lavafluss ausgestoßen, der später in einer Reihe gut erhaltener Säulenbündel erstarrte. Nach dieser letzten Eruptionsphase durchschnitt die Strömung mittels Erosion diesen Lavafluss und bildete einen Wasserfall.
Eine Gruppe kleiner Vulkane am oberen Bridge River, als Bridge River Cones bezeichnet, umfasst Schichtvulkane, Vulkanpfropfen und Lavaflüsse. Diese Vulkane bestehen im Gegensatz zu anderen im gesamten Garibaldi-Vulkangürtel hauptsächlich aus Vulkaniten mit mafischer Zusammensetzung wie alkalischem Basalt und Hawaiit. Die abweichende Magma-Zusammensetzung könnte in geringerem Ausmaß mit der partiellen Schmelze im Erdmantel oder einem Effekt absinkender Plattengrenzen zusammenhängen. Der älteste Vulkan der Gruppe, als Sham Hill bezeichnet, ist ein 60 m hoher Vulkanstopfen dessen mithilfe der Kalium-Argon-Datierung ermitteltes Alter eine Million Jahre beträgt. Er ist etwa 300 m breit, und seine unbedeckte vergletscherte Oberfläche ist mit Findlingen übersät. Die massiven geschichteten Felsensäulen wurden innerhalb des Hauptschlotes eines Schichtvulkans gebildet, der anschließend durch Erosion verkleinert wurde. Im Südosten wurde der Salal Glacier Volcanic Complex vor 970.000 bis 590.000 Jahren geschaffen. Er besteht aus unterirdischer Tephra und dünnen Ablagerungen von Lavaflüssen, die von 100 m mächtigen eisbgrenzten Lavaflüssen umgeben sind. Diese Eisgrenzen-Lavaflüsse wurden geschaffen, als Lavaflüsse noch vor der Wisconsin-Vereisung durch Gletschereis in den nahegelegenen Tälern aufgestaut wurden. Nördlich des Salal Glacier Complex liegt ein kleiner basaltischer Schichtvulkan, der 2.500 m hohe Tuber Hill. Seine Formung begann vor etwa 600.000 Jahren, als die angrenzenden Täler mit Gletschereis ausgefüllt waren. Als der Tuber Hill Lavaflüsse ausstieß, interagierten sie mit den talfüllenden Gletschern an seiner Südflanke und erzeugten einen See aus geschmolzenem Gletschereis. Hier wurde eine mehr als 150 m mächtige Schicht aus geschichtetem Hyaloklastit, Lahar-Geröll und lakustrischem Tuff abgelagert. Eine Serie von Kissenlaven wurde ebenfalls während dieser eruptiven Periode abgelagert. Die jüngste vulkanische Aktivität im Bridge-River-Vulkanfeld produzierte in den Tälern der Region eine Reihe basaltischer Lavaflüsse, welche die Geschiebemergel der letzten Kaltzeit überlagern. Das Alter dieser talfüllenden Lavaflüsse ist unbekannt, aber das Vorhandensein unverfestigten Geschiebemergels unter den Flüssen legt nahe, dass sie jünger als 1.500 Jahre sind.
Im Nordwesten bildet der Franklin-Gletscher-Vulkan vulkanische Grundgesteine auf einem Gebiet von 20 km Länge und 6 km Breite. Es hat eine Höhe von über 2.000 m und ist weitgehend durch Erosion beeinflusst. Eine Serie von Dykes und subvulkanitischen Intrusionen setzen den komplexen Vulkan zusammen, von denen einige die Schlote der vulkanischen Überlagerungen repräsentieren. Vulkanische Objekte sind auch dazitische Brekzien und kleine Überbleibsel andesitischer Hornblende-Lavaflüsse, welche zusammen mit Tuffen 450 m mächtige Ablagerungen bilden. Der Komplex ist nur wenig bekannt, weil die Studienlage dürftig ist, aber einige Kalium-Argon-Datierungen der subvulkanitischen Intrusionen zeigen an, dass der Franklin-Gletscher-Vulkan durch zwei vulkanische Ereignisse geformt wurde, die durch eine fünf Millionen Jahre währende Phase der Ruhe voneinander getrennt sind. Das erste Ereignis trat vor sechs bis acht Millionen Jahren auf, als die vulkanische Aktivität des Garibaldi-Gürtels noch nicht an ihrem heutigen Ort stattfand, aber in einem breiten Band nach Westen und Osten oberirdisch begrenzt wurde. Während dieser Zeit war die vulkanische Aktivität im Garibaldi-Gürtel und anderen Abschnitten der nördlichen Kaskaden hauptsächlich am Franklin-Gletscher-Vulkan und im weiter östlich gelegenen Intermontane Belt konzentriert. Als der Garibaldi-Gürtel vor fünf Millionen Jahren an seinen heutigen Ort bewegt wurde, gab es am Franklin-Vulkan ein anderes vulkanisches Ereignis. Dieses jüngste und letzte Ereignis ereignete sich vor zwei bis drei Millionen Jahren, etwa eine Million Jahre, nachdem der Mount Cayley im Süden entstand.

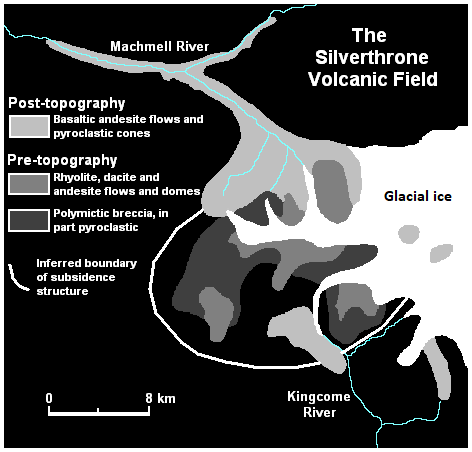
Geologische Karte des Silverthrone-Vulkanfeldes und der nahegelegenen Flüsse; das weiße kreisförmige Objekt ist die ermittelte Grenze der Silverthrone Caldera.

Die Silverthrone Caldera ist der größte und am besten erhaltene der beiden Caldera-Komplexe im Norden der Garibaldi-Kette neben dem Franklin-Gletscher-Vulkan, der etwa 55 km südsüdöstlich gelegen ist. Die Caldera hat einen Durchmesser von 20 km und enthält Brekzien, Lavaflüsse und Lavadome. Wie beim Franklin-Vulkan ist die Geologie der Silverthrone Caldera wenig bekannt, da es nur minimale Untersuchungen gibt. Die Region um den Silverthrone-Komplex ist aufgrund des bergigen Terrains der Coast Mountains stark zerklüftet. Nahezu senkrechte Flanken erstrecken sich vom Meeresspiegel bis in mehr als 3.000 m Höhe. Der Silverthrone-Komplex ist bedeutend jünger als der Franklin-Gletscher-Vulkan und seine vulkanischen Objekte und hat etwa das Alter anderer Vulkane in der Garibaldi-Kette. Die ältesten vulkanischen Objekte in der Silverthrone Caldera sind aus vulkanischen Brekzien zusammengesetzt, von denen einige durch große vulkanische Hitze verschmolzen wurden, als die Ablagerungen gerade ausgestoßen wurden. Nachdem diese vulkanischen Objekte abgelagert wurden, wurde eine Reihe dazitischer, andesitischer und rhyolitischer Lavaflüsse über die vulkanischen Brekzien der ersten Phase hinweg ausgeworfen. Diese erodierten Lavaflüsse sind insgesamt etwa 900 m stark. Vulkanische Objekte in den tieferen Abschnitten dieser Serien von Lavaflüssen sind per Kalium-Argon-Methode auf 750.000 Jahre datiert, während die darüber liegenden Lavaflüsse 400.000 Jahre alt sind. Die jüngste vulkanische Aktivität produzierte eine Serie andesitischer und basaltisch-andesitischer Lavaflüsse, welche die Täler von Pashleth Creek, Machmell River und Kingcome River hinunter reichen. Die Länge der Lavaflüsse vom Pashleth Creek bis hinunter zum Machmell River beträgt mehr als 25 km. Der geringe Grad der Erosion zeigt an, dass sie höchstens 1.000 Jahre alt sein können.

### Geothermische und seismische Aktivität
Seit 1985 wurde an mindestens vier Vulkanen seismische Aktivität festgestellt, darunter am Mount Garibaldi (drei Ereignisse), am Mount Cayley (vier Ereignisse), am Mount-Meager-Massiv (17 Ereignisse) und an der Silverthrone Caldera (zwei Ereignisse). Seismische Daten legen nahe, dass diese Vulkane immer noch aktive Magmakammern enthalten, was anzeigt, dass einige Vulkane des Garibaldi-Gürtels wahrscheinlich aktiv sind und so von ihnen bedeutende Gefahren ausgehen. Die seismische Aktivität geht einher mit den jüngsten in Kanada geformten Vulkanen sowie bestehenden Vulkanen, die im Laufe ihrer Geschichte Schauplatz mächtiger explosiver Eruptionen waren, wie dem Mount Garibaldi, dem Mount Cayley und dem Mount-Meager-Massiv.

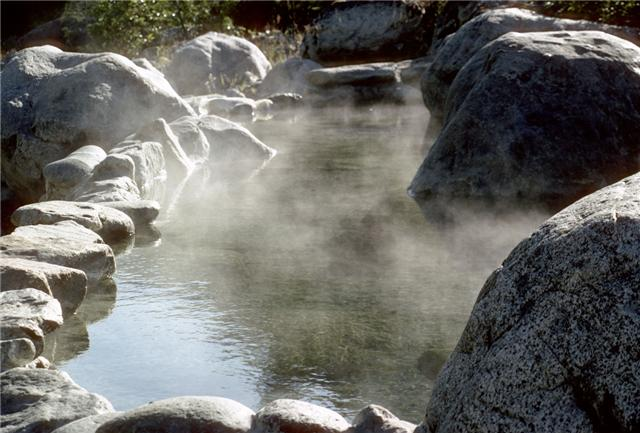
Eine vulkanische heiße Quelle nahe dem Meager Creek, die mit dem Vulkanismus am Mount-Meager-Massiv zusammenhängt; diese Thermalquelle liegt in einer der wenigen Gruppen von Thermalquellen nahe dem Mount Meager.

Eine Reihe von Thermalquellen in Nachbarschaft zum Tal des Lillooet River wie die Harrison, die Sloquet, die Clear Creek und die Skookumchuck Hot Springs sind nicht für ihre Nähe zu vulkanischer Aktivität der Gegenwart bekannt. Sie liegen vielmehr nahe den 16–26 Millionen Jahre alten Intrusionen, die als Wurzeln von stark erodierten Vulkanen angesehen werden. Diese Vulkane bildeten während des Miozäns einen Teil des Cascade Volcanic Arc. Ihre intrusiven Wurzeln reichen vom Fraser Valley im Süden bis zum Salal Creek im Norden. Die Beziehung dieser Thermalquellen zum Garibaldi-Gürtel ist unklar. Einige Thermalquellen existieren jedoch in Gebieten mit relativ junger vulkanischer Aktivität. Etwa fünf Thermalquellen existieren in Tälern nahe dem Mount Cayley, und zwei kleine Gruppen heißer Quellen gibt es am Mount-Meager-Massiv. Die Quellen am Meager-Massiv könnten der Hinweis auf eine oberflächennahe Magmakammer sein. Am Mount Garibaldi sind keine Thermalquellen wie am Mount Meager und am Mount Cayley bekannt, obwohl es dort Hinweise auf abnorme Hitzeflüsse in den angrenzenden Table Meadows und an anderen Orten gibt. Anormal warmes Wasser in der Nähe von Britannia Beach könnte auf geothermische Aktivität im Zusammenhang mit dem Watts Point Volcanic Centre hindeuten.

## Geschichte

### Besiedlung durch den Menschen
Seit Jahrhunderten werden die Ressourcen im und um den Garibaldi-Vulkangürtel durch Menschen genutzt. Die Squamish sammelten Obsidian, um daraus Messer, Meißel, Dechsel und andere scharfe Werkzeuge herzustellen. Dieses Material kommt an Orten vor, die auf ein Alter von bis zu 10.000 Jahren und damit einer Periode der Frühgeschichte zugehörig datiert wurden. Die Quelle des Materials kann in höheren Lagen des bergigen Geländes rund um den Mount Garibaldi gefunden werden. Am Opal Cone wurde Lava des Ring-Creek-Lavaflusses normalerweise für das Kochen erhitzt, weil ihre Bims-artige Textur die Hitze speichert. Sie bricht auch nach längerer Nutzung nicht auseinander.
Ein großer Aufschluss von Bims in Nachbarschaft zum Mount-Meager-Massiv wurde mehrfach in der Vergangenheit abgebaut; er erstreckt sich über mehr als 2.000 m Länge und 1.000 m Breite bei einer Stärke von etwa 300 m. Die Ablagerung eignete sich erstmals J. MacIsaac an, der Ende der 1970er Jahre starb. Mitte der 1970er untersuchte der zweite Eigentümer, W. H. Willes, den Bims und baute ihn auch ab. Er wurde nahe dem Dorf Pemberton gebrochen, abtransportiert und gelagert. Später wurde die Brücke, die den Zugang zur Lagerstätte ermöglichte, unterspült; der Abbau wurde bis 1988 nicht wieder aufgenommen, als die Lagerstätte von L. B. Bustin erworben wurde. Der Aufschluss wurde 1990 von D. R. Carefoot von den Eigentümern B. Chore and M. Beaupre gekauft. In einer Untersuchung von 1991 bis 1992 wurde die Eignung des Bims als Baumaterial sowie als Material für die Öl-Absorption und die Verwendung im Stonewash-Verfahren beurteilt. Etwa 7.500 m³ Bims wurden 1998 durch die Great Pacific Pumice Incorporation abgebaut.
Die mit dem Mount Meager und dem Mount Cayley verbundenen Thermalquellen machten die beiden Vulkane zum Ziel für geothermische Erkundungen. Am Mount Cayley wurden Temperaturen von 50 bis mehr als 100 °C in geringen Tiefen an der Südwestflanke gemessen. Weiter nördlich wurden am Mount-Meager-Massiv seit den späten 1970er Jahren Untersuchungen durch BC Hydro angestellt. Die durchschnittlichen Temperaturen der Bohrlöcher wurden mit 220–240 °C berechnet, wobei bis zu 275 °C gemessen wurden. Dies zeigt die Bedeutung des Meager-Gebietes für die geothermische Nutzung an. Geothermische Energie wird in ganz West-Kanada erwartet; dass sich dies bis in die westlichen Vereinigten Staaten erstreckt, ist sehr wahrscheinlich.

### Frühe Prägungen
Der Vulkangürtel war Gegenstand der Mythen und Legenden der First Nations. Das Volk der Squamish nennt den Mount Garibaldi Nch'kay. In ihrer Sprache bedeutet das „Unreiner Ort“. Der Name bezieht sich auf das Geröll im Gebiet. Wie andere in der Gegend liegende Berge wird dieser als heilig verehrt und spielt für ihre Geschichte eine bedeutende Rolle. In ihrer mündlichen Überlieferung spielt eine Sintflut, die alles Land bedeckte, eine Rolle. In dieser Zeit sollen nur zwei Berge aus dem Wasser geragt haben, von denen einer der Garibaldi war. Dort sollen die Überlebenden ihre Kanus festgemacht und auf den Rückzug des Wassers gewartet haben. The Black Tusk am Nordwestufer des Garibaldi Lake und der Mount Cayley nordwestlich des Mount Garibaldi werden in der Sprache der Squamish tak'takmu'yin tl'a in7in'axa7en genannt, was „Landeplatz des Donnervogels“ bedeutet. Der Donnervogel ist ein Fabelwesen in Geschichte und Kultur der Indigenen Amerikas. Von den Felsen, aus denen The Black Tusk und der Mount Cayley bestehen, wird gesagt, sie seien von den Blitzen des Donnervogels schwarz gefärbt worden.

### Schutz und Monitoring

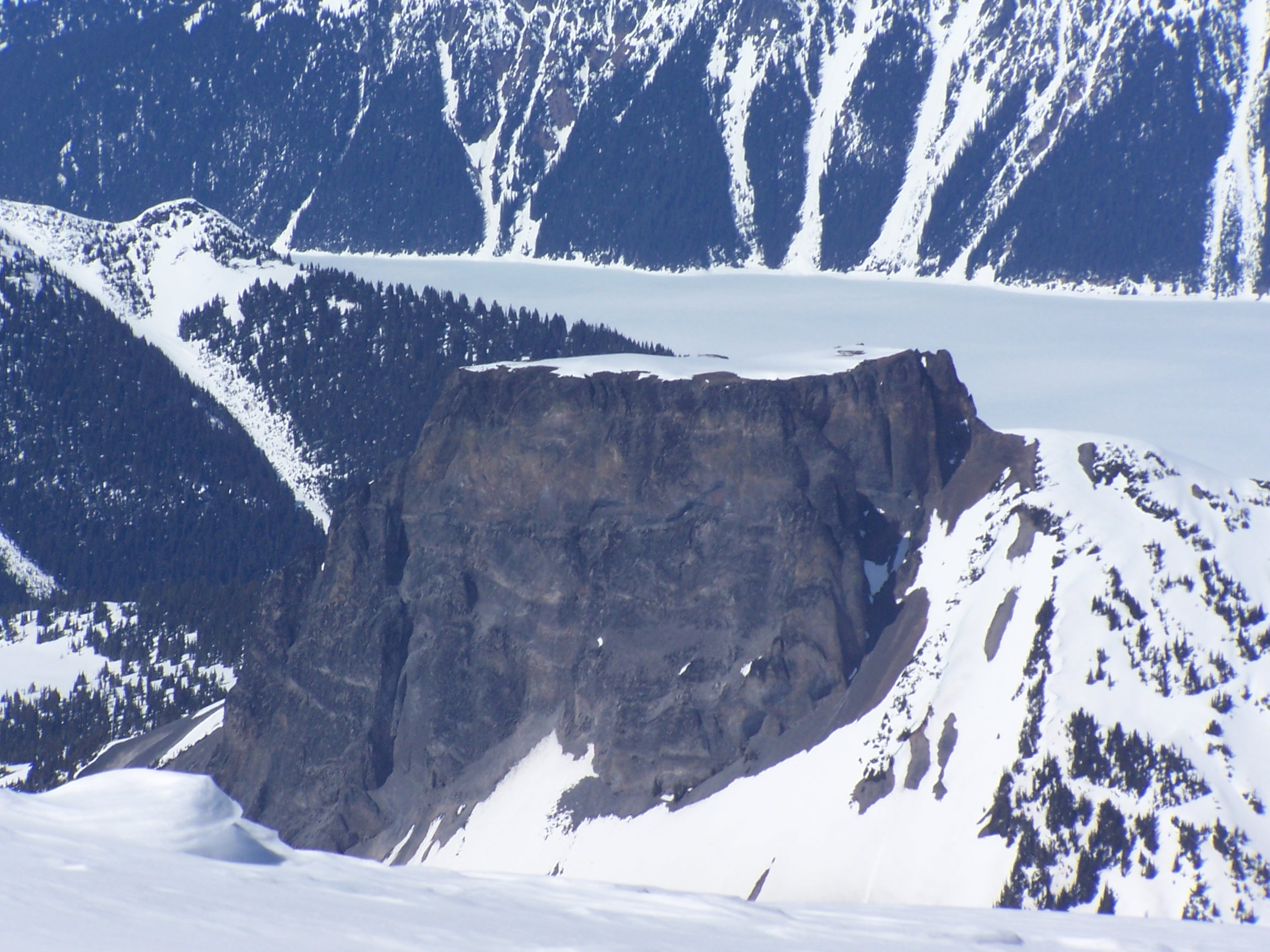
The Table, ein lavafluss-dominierter Tafelvulkan, ragt über das Südwestufer des Garibaldi Lake.

Eine Reihe vulkanischer Objekte im Garibaldi-Gürtel sind durch Provincial Parks geschützt. Der Garibaldi Provincial Park am Südende der Kette wurde 1927 errichtet, um die vielfältige geologische Geschichte, die vergletscherten Berge und andere natürliche Ressourcen der Region zu schützen. Er wurde nach dem 2.678 m hohen Schichtvulkan Mount Garibaldi benannt, welcher wiederum 1860 nach dem italienischen militärischen und politischen Führer Giuseppe Garibaldi benannt wurde. Im Nordwesten schützt der Brandywine Falls Provincial Park die Brandywine Falls, einen 70 m hohen Wasserfall, der aus mindestens vier basaltischen Lavaflüssen mit verbundenen Säulen besteht. Die Herkunft des Namens ist unklar, könnte aber von den Entdeckern Jack Nelson und Bob Mollison stammen.
Wie andere Vulkangebiete in Kanada wird auch der Garibaldi-Vulkangürtel nicht eng genug durch die Geological Survey of Canada beobachtet, um die Aktivität seines Magma-Systems einschätzen zu können. Dies liegt teilweise daran, dass mehrere Vulkane in der Kette in entlegenen Gebieten zu finden sind und dass in den letzten Jahrhunderten keine großen Ausbrüche im Gebiet des heutigen Kanada stattfanden. In der Folge wird das Monitoring der Vulkane als weniger wichtig angesehen als die Beschäftigung mit anderen natürlichen Prozessen wie Tsunamis, Erdbeben und Erdrutsche. Mit dem Auftreten von Erdbeben wird jedoch weiterer Vulkanismus erwartet, der möglicherweise erhebliche Auswirkungen haben wird, insbesondere in einer Region wie dem Südwesten British Columbias, wo die Garibaldi-Vulkane in einem dicht besiedelten Gebiet liegen.

## Gefährdungen
Die Vulkane, aus denen die Garibaldi-Kette besteht, liegen in Nachbarschaft zu den dicht besiedelten Gebieten im Südwesten von British Columbia. Im Gegensatz zum zentralen Kaskaden-Bogen ist es für die neuerliche vulkanische Aktivität im Garibaldi-Gürtel nicht typisch, dass eine einzelne Quelle Schichtvulkane schafft. Stattdessen bildet die vulkanische Aktivität Vulkanfelder. Im Vergleich zum gesamten Kaskaden-Bogen hat die Garibaldi-Kette die niedrigste Rate vulkanischer Aktivität. In den letzten zwei Millionen Jahren betrug das Volumen des ausgestoßenen Materials im Garibaldi-Gürtel weniger als 10 % dessen in den US-Bundesstaaten  Kalifornien und Oregon und etwa 20 % dessen im Bundesstaat Washington. Im Ergebnis ist das Ausbruchsrisiko in diesem Teil des Kaskaden-Bogens vernachlässigbar. Einzelne Vulkane und Vulkanfelder können für lange Zeiträume inaktiv sein, und verschiedene Schlote dürften nie wieder ausbrechen. Einige Vulkane und Vulkanfelder zeigten jedoch in der jüngsten geologischen Vergangenheit beträchtliche vulkanische Aktivität, was am eindrucksvollsten die explosive Eruption am Mount-Meager-Massiv vor 2.350 Jahren nahelegt.
Jack Souther, eine der führenden Autoritäten zu geothermalen Ressourcen und Vulkanismus in der kanadischen Kordillere, äußerte die Sorge vor einem weiteren Ausbruch:

„At present the volcanoes of the Garibaldi Belt are quiet, presumed dead but still not completely cold. But the flare-up of Meager Mountain 2,500 years ago raises the question, "Could it happen again?" Was the explosive eruption of Meager Mountain the last gasp of the Garibaldi Volcanic Belt or only the most recent event in its on-going life? The short answer is nobody really knows for sure. So just in case I sometimes do a quick check of the old hot-spots when I get off the Peak Chair.

Gegenwärtig sind die Vulkane des Garibaldi-Gürtels ruhig, mutmaßlich erloschen, aber noch nicht vollständig erkaltet. Aber das Aufflackern des Meager Mounain vor 2.500 Jahren bringt die Frage auf: „Könnte es wieder passieren?“ War die explosive Eruption des Meager Mountain der letzte Atemzug des Garibaldi-Vulkangürtels oder nur das jüngste Ereignis in seinem andauernden Leben? Die kurze Antwort ist: Niemand weiß es sicher. Also mache ich für alle Fälle einen Schnell-Check der alten Hot-Spots, wenn ich vom Peak Chair komme.“

 Die gegenwärtige seismische Beobachtung durch Angestellte der Geological Survey of Canada stützten Untersuchungen des Lithoprobe-Programms in der Region Mount Cayley, in welcher die Wissenschaftler einen großen Retroreflektor fanden, den sie als See geschmolzenen Gesteins etwa 15 km unter der Oberfläche interpretierten. Das Vorhandensein von Thermalquellen am Mount-Meager-Massiv und am Mount Cayley zeigt an, dass immer noch heißes Magma unter oder nahe diesen Vulkanen vorhanden ist. Diese lange Geschichte vulkanischer Aktivität entlang einer immer noch aktiven Kontinetalplattengrenze zeigt an, dass Vulkanausbrüche im Garibaldi-Gürtel nicht der Vergangenheit angehören, und dass weiterhin Risiken für künftige Ausbrüche bestehen.

### Tephra

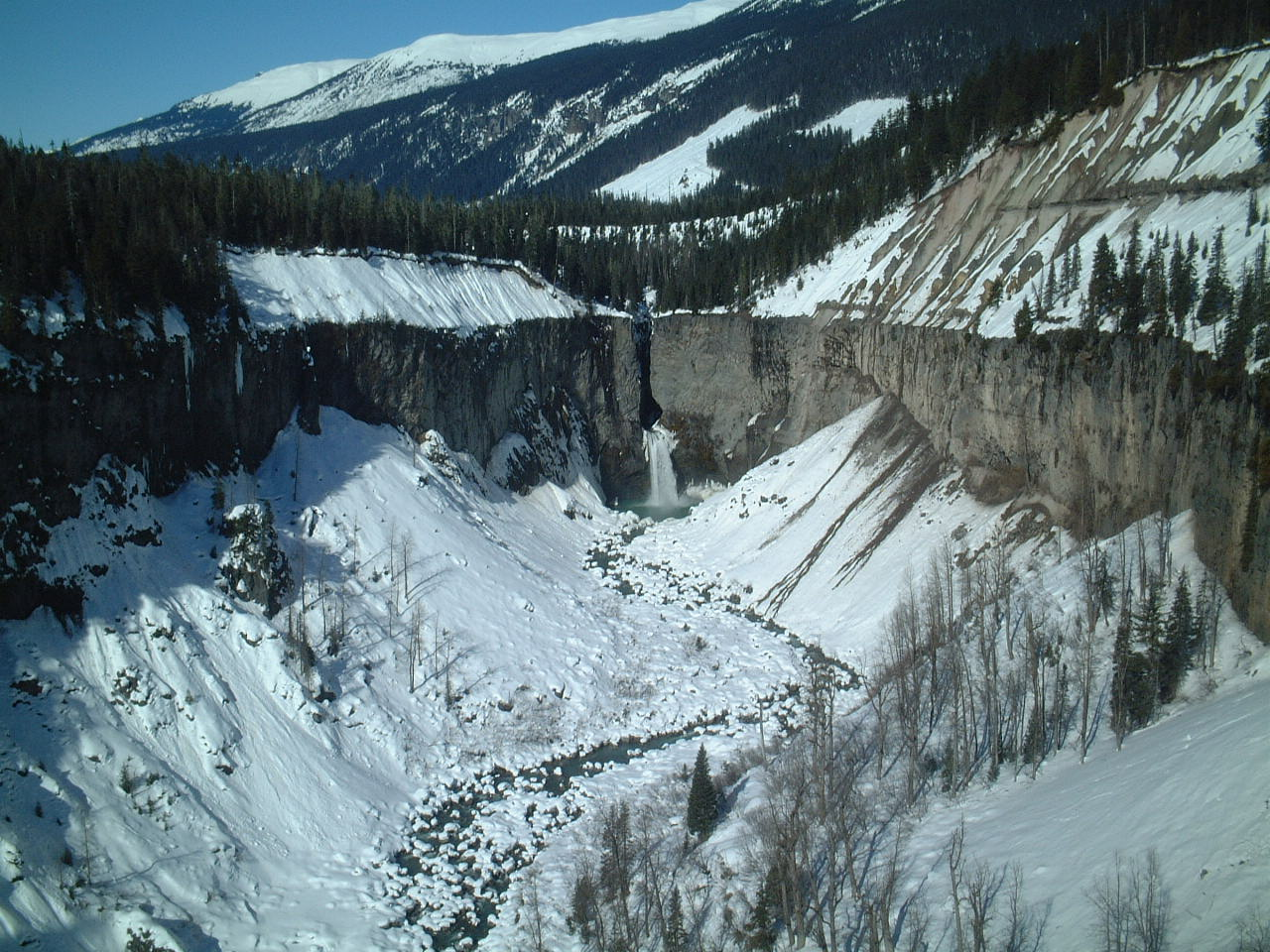
Die Keyhole Falls, der größte Wasserfall am Lillooet River; die massiv aussehenden Felsklippen wurden geformt, als die Front eines Lavaflusses wiederholt zusammenbrach und die herabfallenden Trümmer von der zugehörigen Eruption des Plinth Peak vor 2.350 Jahren sammelte.

Die größte Gefährdung durch Vulkane in der Garibaldi-Kette geht möglicherweise durch bei explosiven Eruptionen freigesetzte Tephra aus. Insbesondere das Mount-Meager-Massiv bildet aufgrund der historischen Erfahrungen eine weitreichende ernste Gefahr für alle Gemeinden in den südlichen Teilen von British Columbia und Alberta. Es wird geschätzt, dass sich im gesamten Kaskaden-Bogen in den vergangenen 12.000 Jahren mehr als 200 Eruptionen ereigneten, viele von ihnen in den Vereinigten Staaten. Viele Eruptionen in den westlichen Vereinigten Staaten führten zum Eintrag von Tephra im südlichen British Columbia. Alle wichtigen Städte mit mehr als 100.000 Einwohnern im südwestlichen British Columbia liegen jedoch westlich des Garibaldi-Vulkangürtels; die vorherrschenden Winde sind nach Osten gerichtet. Aus diesem Grund ist es für diese Gemeinden weniger wahrscheinlich, von Tephra getroffen zu werden. Im Lower Mainland werden statistisch gesehen 10-cm-Schichten von Vulkanasche aller 10.000 Jahre, 1 cm dicke Schichten aller 1.000 Jahre abgelagert. Geringere Mengen vulkanischer Asche wird häufiger erwartet. Während der Eruption des Mount St. Helens 1980 wurde eine 1 mm dicke Schicht Tephra vom südöstlichen British Columbia bis nach Manitoba abgelagert.
Auch wenn alle wichtigen Städte im südwestlichen British Columbia westlich der Garibaldi-Kette liegen, wird von den künftigen Eruptionen des Mount Garibaldi erwartet, dass es massive Einträge in den benachbarten Gemeinden Squamish und Whistler geben würde. Eine in einer peléanischen Eruption ausgestoßene Säule vulkanischen Materials würde große Mengen Tephra enthalten und so den Luftverkehr gefährden. Tephra kann auch die großen Gletscher östlich des Garibaldi schmelzen und Überschwemmungen auslösen. Später könnte dies die Wasserversorgung aus dem Pitt Lake und die Fischerei im Pitt River gefährden. Eine explosive Eruption und die damit ausgestoßene Tephra könnte kurz- oder langfristig Schwierigkeiten bei der Wasserversorgung von Vancouver und im Großteil des südlichen British Columbia hervorrufen. Der Wasserspeicher für das Einzugsgebiet von Greater Vancouver liegt südlich des Mount Garibaldi.

### Erdrutsche und Lahare
Im gesamten Garibaldi-Gürtel traten verschiedene Erdrutsche und Lahare auf. Am Mount-Meager-Massiv gingen in den vergangenen 10.000 Jahren massive Erdrutsche vom Pylon Peak und vom Devastator Peak aus, die mehr als 10 km hangabwärts bis in das Tal des Lillooet River reichten. Mindestens zwei schwere Erdrutsche von der Südflanke des Pylon Peak brachten vor 8.700 und vor 4.400 Jahren vulkanisches Geröll in das angrenzende Tal des Meager Creek. Ein jüngeres Ereignis, der große Erdrutsch vom Devastation Glacier begrub und tötete am 22. Juli 1975 eine Gruppe von vier Geologen. Das geschätzte Volumen dieses Erdrutsches betrug 13.000.000 m³. Ein erheblicher Erdrutsch von der Größe des größten am Mount Meager im Holozän dokumentierten würde wahrscheinlich einen Lahar produzieren, der den Großteil des Lebens im Tal des Lillooet River vernichten würde. Wenn ein solches Ereignis einträte, ohne dass es eine Warnung der Öffentlichkeit durch die Verantwortlichen gegeben hätte, würden hunderte, wenn nicht tausende von Bewohnern getötet. Computerprogramme könnten deshalb in der Lage sein, die eintreffenden Informationen zu verarbeiten und eine automatische Warnung auszusenden, wenn ein großer Lahar identifiziert werden kann. Ein ähnliches System zur Identifikation solcher Lahare existiert am Mount Rainier im US-Bundesstaat Washington.
Große Erdrutsche vom Mount Cayley sind von seiner Westflanke bekannt; dazu gehört eine gewaltige Schuttlawine vor etwa 4.800 Jahren, die ein Gebiet von 8 km² des benachbarten Talbodens mit vulkanischem Material bedeckte. Dies staute für lange Zeit den Squamish River. Obwohl aus den vergangenen 10.000 Jahren keine Eruption des Massivs bekannt ist, ist doch eine Gruppe von Thermalquellen mit dem Berg verbunden. Evans (1990) hat darauf aufmerksam gemacht, dass eine Reihe von Erdrutschen und Gerölllawinen am Mount Cayley in den vergangenen 10.000 Jahren durch vulkanische Aktivität ausgelöst worden sein könnte. Seit dem Erdrutsch vor 4.800 Jahren gab es dort eine Reihe kleinerer Erdrutsche. Eine Reihe von Erdrutschen trat 1968 und 1983 auf und verursachte an Forstwegen und -beständen erhebliche Schäden, führte jedoch nicht zu irgendwelchen Verletzten oder gar Toten.

### Lavaflüsse
Die von Lavaflüssen ausgehende Gefahr ist im Garibaldi-Gürtel gering, es sei denn, die Eruption ereignete sich im Winter oder unterhalb bzw. benachbart zu von Gletschereis bedeckten Flächen wie Eisfeldern. Wenn Lava über große schneebedeckte Flächen fließt, erzeugt sie Schmelzwasser. Dies könnte Lahare auslösen, deren Reichweite die des Lavaflusses überträfe. Wenn Wasser in einen Vulkanschlot eindringen würde, welcher basaltische Lava ausstößt, würde eine gewaltige Ejektion ausgelöst. Die dadurch verursachten Explosionen sind normalerweise extremer als die einer normalen basaltischen Eruption. Deshalb würde das Vorhandensein von Wasser, Schnee oder Gletschereis an einem Vulkanschlot das Risiko einer Eruption mit heftigen Auswirkungen auf die Umgebung erhöhen. Subglaziale Eruptionen haben bereits katastrophale Gletscherfluten verursacht.